# Dicrostonyx
Dicrostonyx és un gènere de rosegadors de la família dels cricètids. Les espècies d'aquest grup es troben a la regió àrtica (Sibèria, Nord del Canadà i Alaska). Si bé aquests animals s'assemblen al lèmming comú en molts aspectes, el gènere Dicrostonyx ja no es classifica en la tribu dels lemminis, car les dades indiquen que els lemminis i les espècies de Dicrostonyx tenen orígens diferents i que les seves similituds són degudes a la convergència evolutiva. El nom genèric Dicrostonyx significa ‘urpa forcada’ en llatí.